# سیارک ۲۰۸۳۷
سیارک ۲۰۸۳۷ (به انگلیسی: 20837 Ramanlal، نامگذاری:2000UX52) بیست هزار و هشتصد و سی و هفتمین سیارک کشف شده‌است که در ۲۴ اکتبر ۲۰۰۰ کشف شد.
قدر مطلق سیارک برابر ۱۶.۲ است.